# Franz Müller (Künstler)
Franz Müller (* 6. Februar 1957 in Wolhusen im Kanton Luzern) ist ein Schweizer Aktions-, Konzept- und Performance-Künstler. Er hat von 1988 bis 2002 als Idee-Artist in der Schweiz und im benachbarten Ausland künstlerische Projekte im öffentlichen Raum realisiert. 2002 hat er die Tätigkeit für beendet erklärt und seinen Nachlass als Leihgabe dem Kunstmuseum Luzern übergeben.

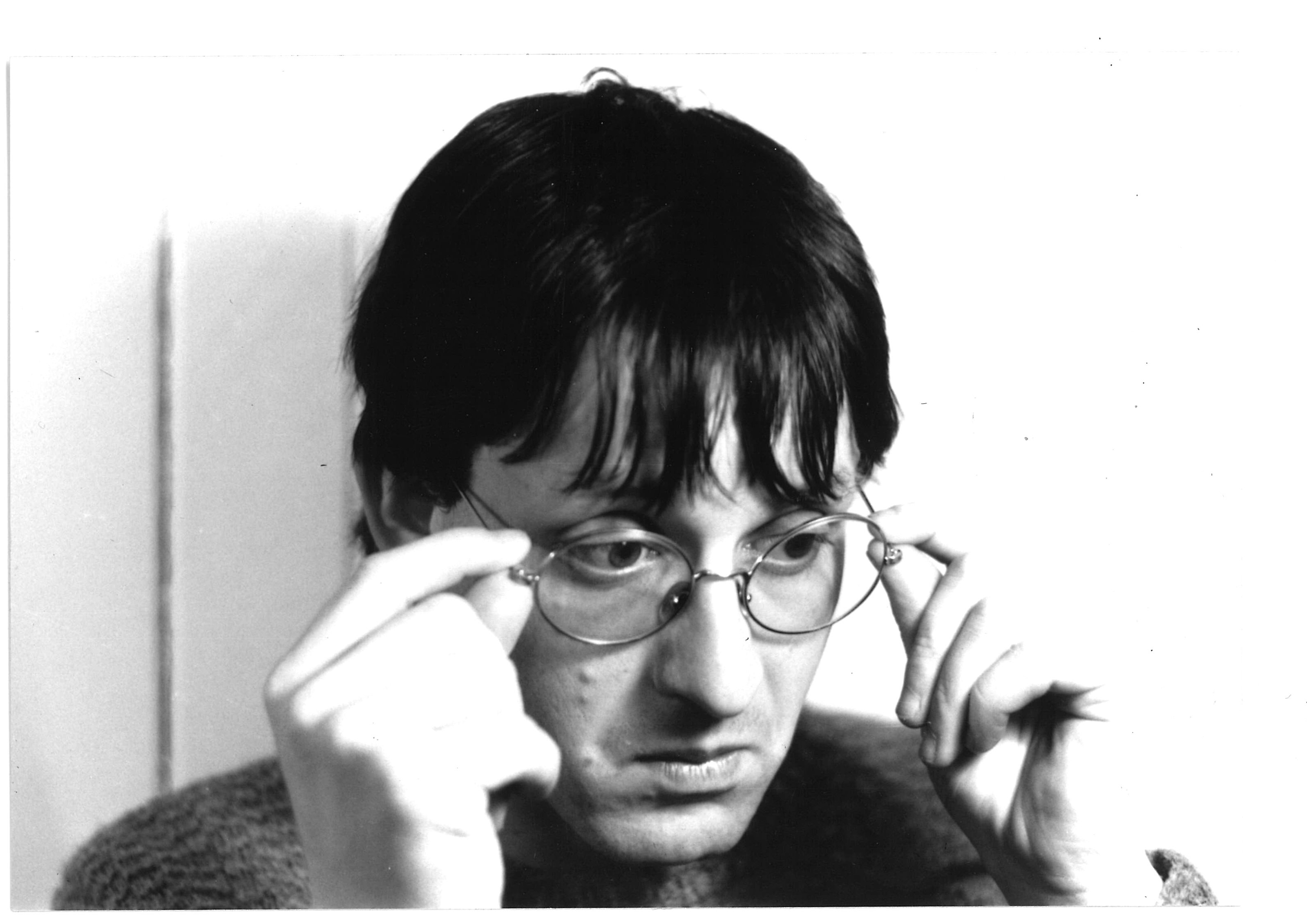
Franz Müller

## Leben
Franz Müller wuchs mit zehn Geschwistern auf einem kleinen Bauernbetrieb in Wolhusen auf. Während der Lehre zum Hochbauzeichner entdeckte er den Dadaismus, der die Lust für das Spielerische und Irritierende geweckt haben mag.
Kurz nach der Ausbildung zum Hochbauzeichner begann Franz Müller mit seiner Tätigkeit als „Idee-Artist“. In den ersten Jahren waren das sporadische Aktionen und Ausstellungen in diversen Kontexten. Ab 1988 widmete er sich als Idee-Artist ganz und gar der Kunst im öffentlichen Raum. Mit seinen «Berührungsplastiken» hat er während Jahren in zahlreichen Schweizer Städten und Gemeinden gewirkt. 1993 wurde er mit dem Luzerner Lebensraumpreis ausgezeichnet. 1997 erhielt er von der Visarte Zentralschweiz einen dreimonatigen Atelieraufenthalt in der Cité Internationale des Arts in Paris zugesprochen.
Nach 14 Jahren Tätigsein als Idee-Artist machte Franz Müller 2002 einen Schnitt: Er übergab im Rahmen einer Performance dem Kunstmuseum Luzern zwei blaue Aktenschränke mit seinem Nachlass. Dann wanderte er nach Irland aus, wo er einige Monate lang lebte.
Seit seiner Rückkehr ist er als Hauswirtschafter und Betreuer im Sonderpädagogischen Zentrum schuLpLus in Oberägeri tätig. Der Erfahrungsschatz aus seiner Zeit als Idee-Artist im öffentlichen Raum fliesst jetzt ein in den Umgang mit verhaltensschwierigen Kindern. 

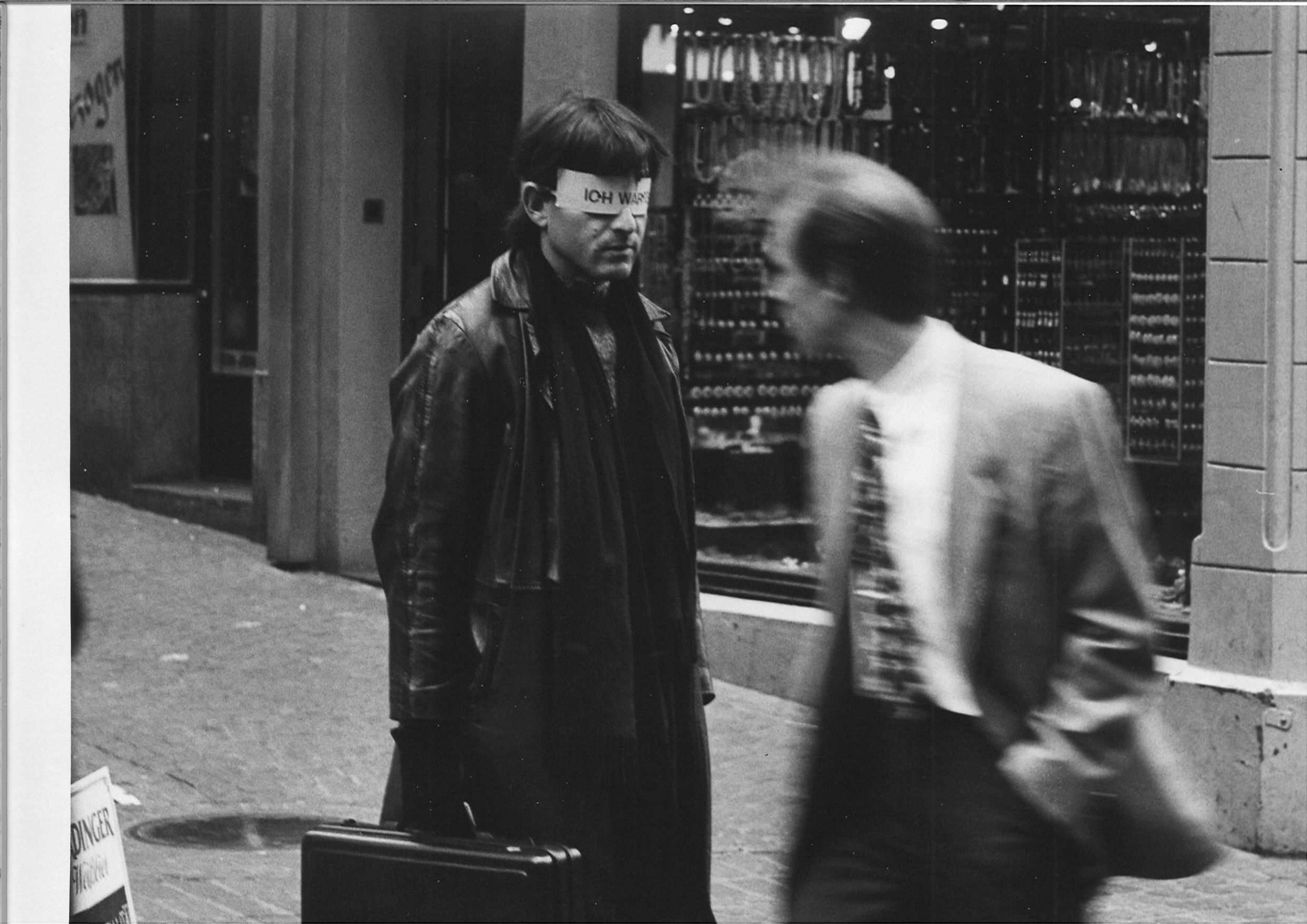
Idee-Artist Franz Müller in Aktion

## Werk
Franz Müller hat nie Kunstwerke hergestellt, die erworben und gesammelt werden konnten. Im Zentrum seiner Aktionen standen die Kommunikation mit der interessierten Bevölkerung, das Auslösen von Prozessen, die Erfahrung des Moments. Die «soziale Plastik» von Joseph Beuys war ein wichtiger Begriff für ihn. Er weitete ihn für sich zur «Berührungsplastik» aus. Franz Müller stellte sich mit dem, was er machte, zur Verfügung und integrierte alle Personen, die mit ihm in Kontakt kamen, in seine Berührungsplastik. Er war anwesend, wartete auf öffentlichen Plätzen. Man konnte mit ihm ins Gespräch kommen oder ihn einfach wahrnehmen. Manchmal trug er eine Augenbinde mit Aufschriften wie «Ich warte» oder «Augenblick bitte». Er irritierte mit seiner blossen Anwesenheit und provozierte Reaktionen. Franz Müller war das recht. Jeglicher Austausch interessierte ihn.
Müller hat Städte «befallen» und sich im orangen Overall auf öffentliche Plätze gelegt. 1991 machte er diese Aktion in Luzern mitten in der Altstadt Luzern und breitete 30 weitere orange Anzüge in einer Linie auf dem Kornmarktplatz aus. Im gleichen Jahr startete er das vielbeachtete Projekt «Ist Kunst brotlos Ist Brotlos Kunst»: Während eines halben Jahres besuchte er einen Tag lang jede der 107 Gemeinden des Kantons Luzern und verteilte Brötchen. Weitere Berührungsplastiken und Performances initiierte er in Chur, Vaduz, Binningen, Sarnen, Savognin oder im Tösstal.
Ein anderes Mal verteilte er einen Roman von Friedrich Glauser Seite um Seite an Passanten, mit der Bitte, sie abends zu einer bestimmten Zeit zu lesen. So wurde innert einer Minute ein ganzes Buch gelesen. Auf der Luzerner Reussbrücke liess er sich von Touristen mit einer Polaroidkamera fotografieren. Die Bilder hängte er an eine Schnur, die 97 Meter lang über die Brücke gespannt war. Schritt um Schritt bewegte er sich vorwärts, bis am Ende die ganze Schnur mit Fotos behängt war.
1993 erhielt er für sein geplantes Projekt „Gedankengänge“ den Luzerner Lebensraumpreis in der Höhe von 5000 Franken. Da dieser Betrag für eine Realisierung nicht reichte, lancierte Müller an der Übergabefeier seine Berührungsplastik „Verdoppelung“. Er splittete das Preisgeld von 5000 Franken auf, verteilte 100 eingeladenen Gästen ein Couvert mit 50 Franken und einem Einzahlungsschein. Mit der Aufforderung, das Geld zu verdoppeln, ihm also 100 Franken einzuzahlen, machte er die Mitpreisträger zu «Teil-Gebern und Teil-Geberinnen».
Das gross angelegte Projekt «Gedankengänge durch den Luzerner Lebensraum» realisierte Müller 1994: Jeweils einen Monat lang hielt er sich in sieben Luzerner Gemeinden auf. Er wurde zum Bestandteil des Ortes und versuchte, die Ortsansässigen mit auf den Gedankengang zu nehmen. Aus der Essenz seiner Aufenthalte gestaltete Müller mit dem Journalisten Pirmin Bossart sieben Ortsbilder, die in der Luzerner Zeitung in spezieller Aufmachung ganzseitig erschienen. Eine weitere, viel beachtete Berührungsplastik ging 1995 in der Kornschütte Luzern über die Bühne: Franz Müller hatte im Rahmen einer Ausstellung des Künstlerverbandes Visarte sämtliche im Kanton Luzern wohnhaften Personen mit dem Namen Franz Müller eingeladen. Alle 71 Luzerner Franz Müller, die der Idee-Artist vorgängig besucht und fotografiert hatte, erschienen. In einer stimmigen Performance wurden die Fotografien an einen Ballon gehängt und die 71 Ballone mitten in der Altstadt Luzern gemeinsam in die Luft gelassen.
Wiederholt hat sich Müller auch der Post bedient, um mit besonderen Mail-Art-Projekten Kunst im öffentlichen Raum herzustellen. Im Sommer 1996 besuchte er 120 Poststellen in der Schweiz und realisierte eine „Ausstellung für die Dauer einer A-Post-Länge“. In seiner Mail-Art gestaltete er individuelle Briefumschläge mit selbst hergestellten Stempeln. Er kreierte sogar ein eigenes Wertzeichen (Briefmarke mit seinem Konterfei), mit dem er nicht zuletzt das juristische Postverständnis ritzte und Diskussionen auslöste. Dessen ungeachtet konnte Müller an einer Mail-Art Ausstellung im PTT‑Museum auch seine Werke zeigen.
2002 hat Franz Müller einen Schlussstrich unter seine Existenz als Idee-Artist gezogen. Mit dem Schlussakt «Nur Konsequent» überstellte er am 18. Dezember 2002 seinen Nachlass im Rahmen einer Performance ins Kunstmuseum Luzern und setzte drei Personen als Nachlassverwalter ein. In den Schränken befinden sich 114 Dossiers mit Texten, Skizzen und Ideen, die der Idee-Artist jeweils zu jedem seiner Projekte angelegt hat. Es sind die einzigen Überbleibsel von Franz Müllers Aktionen. Seine Motivation in all den Jahren war immer gewesen, den Alltag und bestehende Strukturen anders zu nutzen und dadurch zum Wahrnehmen und Reflektieren zu bewegen.
In der Silvesternacht 2002/2003 reiste Franz Müller für unbestimmte Zeit nach Irland. Er lebte ein paar Monate auf den Aran Islands, wo er viel fotografierte und Postkarten herstellte. Nach seiner Rückkehr ist Franz Müller in einen normalen Arbeitsalltag eingetaucht, wo seine Haltung unscheinbar weiterwirkt. Die Kunst ist in den Alltag integriert. Es bleibt offen, ob, wann und wie sie eines Tages wieder als solche erkennbar in Aktion tritt.

## Projekte (Auswahl)
- 1988 Regenkarte. Es regnet einfach, 10'000 Stück, Aktion
- 1988 Befall. Aktion Skulpturenausstellung Stadt Luzern
- 1989 Befall. 10 Schweizer Städte werden von Franz Müller in Orange befallen
- 1989 Überbrückung. Sofortfotofortbewegt, Aktion Reussteg
- 1990 Berührung 90. Luzern-Wien, Aktion
- 1989/90 Fütterung der Schwäne. Hinweis eins, Hinweis zwei, Kunstmuseum Luzern und Reussteg gleichzeitig, Aktion
- 1990 Sommeratelier Junge Europäische Kunst, Hannover, Ausstellung/Aktion
- 1991 Ist Kunst Brotlos Ist Brotlos Kunst. 107 Tage im Luzerner Lebensraum, Aktion
- 1991 Sie dürfen. Teilnahme an den Luzerner Nationalratswahlen, Aktion.
- 1992 Vorsicht Kunst. Ausstellung Binningen, Aktion Anwesend
- 1992 Augenblick Bitte. Eine Berührungsplastik im Churer November
- 1992 Buch überarbeitet. Biblioteca Nacionale de Lisboa, Portugal
- 1993 „Se(h)gantini“ – Alpines Bildersehen auf Tussagn über Savognin. Text und Postkarten Aktion
- 1993/94 Warten. Eine Wallfahrt im Schweizer Dezember, Aktion
- 1994 Sieben Ortsbilder. Gedankengänge durch den Luzerner Lebensraum. Eine Berührungsplastik. Schwarzenbach, Adligenswil, Sursee, Hochdorf, Rothenburg, Altbüron, Escholzmatt.
- 1994 Wortwechsel. Lesung im Kleintheater Luzern
- 1994 Heute, morgen und übermorgen ist das Dorfschulhaus ein Aquarium
- 1994 Persönlich. Talkshow Radio DRS 1, Lesung, eine Berührungsplastik
- 1994 Schlaraffenland. Sabotage der virtuellen Welten, Wettbewerb IG Medien Deutschland, Preisträger
- 1994 Ausstellung Mail-Art im PTT-Museum Bern.
- 1995 71 mal Franz Müller in der Kornschütte Luzern. Ausstellung und Aktion
- 1995 Kunstwinter Luzern. Stellen auch Sie ihre Kunst kalt, Aktion
- 1996 Gib Zug Störkunst. Kunst am Bau, Wettbewerb
- 1996 Postsommer 96. Eine Berührungsplastik. 120 Poststellen-Besuche
- 1996 Der mit dem Teller in der Hand. Eine Berührungsplastik in Solothurn
- 1997 Szene Luzern in Bern. Neun Interventionen. Luzerner Kunstszene in der Reithalle Bern
- 1998 Geben Sie Ihre Stimme dem Kunstwerk, das Ihnen nicht gefällt. Eine Berührungsplastik in 1000 Teilen, Jahresausstellung Kunstmuseum Luzern
- 2000 Nichts und wieder Nichts. Umnutzung Kloster Rathausen. Wettbewerb.
- 2001 Kann sein, dass Ihr Gang zur Kunst Kunst ist. Aktion zur Aargauer Kunstpreisübergabe
- 2002 Nachlass Franz Müller. Deponierung im Kunstmuseum Luzern. Nachlassverwaltung, Nachlass-Aktion Nur Konsequent*2013 Museum Bruder Klaus, Sachseln. Ausstellung und Aktion

## Auszeichnungen
- 1993 Auszeichnung Luzerner Lebensraumpreis
- 1994 Preisträger im Kunstwettbewerb Schlaraffenland. Sabotage virtueller Welten. IG Medien Deutschland
- 1996 BZ Solothurn, vier Monate Stipendium als Stadtkünstler
- 1997 Visarte-Atelierpreis: Dreimonatiger Aufenthalt in der Cité Internationale des Arts, Paris